# 穆卡巴
穆卡巴（葡萄牙語：Mucaba），是安哥拉的城鎮，位於該國西北部，由威熱省負責管轄，主要農業品有咖啡、花生、木薯、豆類、玉米、紅薯、鱷梨、香蕉、甘蔗和蔬菜，2014年人口86,717。